# Scyllarus arctus
El santiaguiño (Scyllarus arctus) es una especie de crustáceo decápodo de la familia Scyllaridae. No se reconocen subespecies. Es ampliamente capturado, siendo fácil de encontrar en mercados y acuarios.

## Descripción
Presenta el borde del escudo de las antenas ensanchados con unos lóbulos anchos. Su coloración es rojo herrumboso con bandas transversales de color rojo brillante en el dorso, las cuales recuerdan la cruz de Santiago, por lo que recibe su nombre común de santiaguiño.
Alcanza una longitud de entre 5 y 15 cm, siendo su talla máxima 16 cm.

## Distribución y hábitat
Está ampliamente distribuido en el mar Mediterráneo y el mar Negro, así como en el Atlántico oriental, desde las costas del sur de las islas británicas hasta las islas Azores, Madeira y Canarias. Se encuentra a profundidades de entre 4 y 50 m, principalmente sobre fondos rocosos o lodosos y en lechos de fanerógamas. Durante el día se oculta formando grupos en zonas oscuras.

## Galería de imágenes

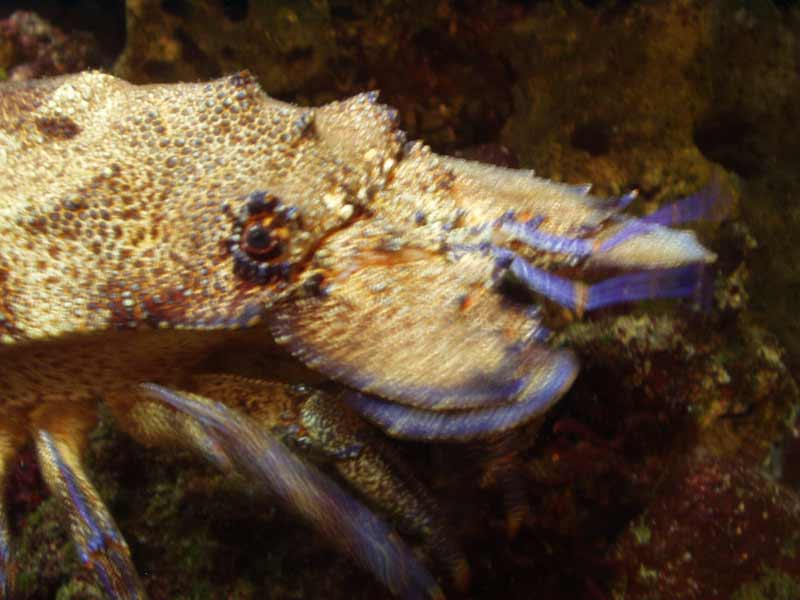
Cabeza de santiaguiño, nótese los anchos lóbulos que presenta.
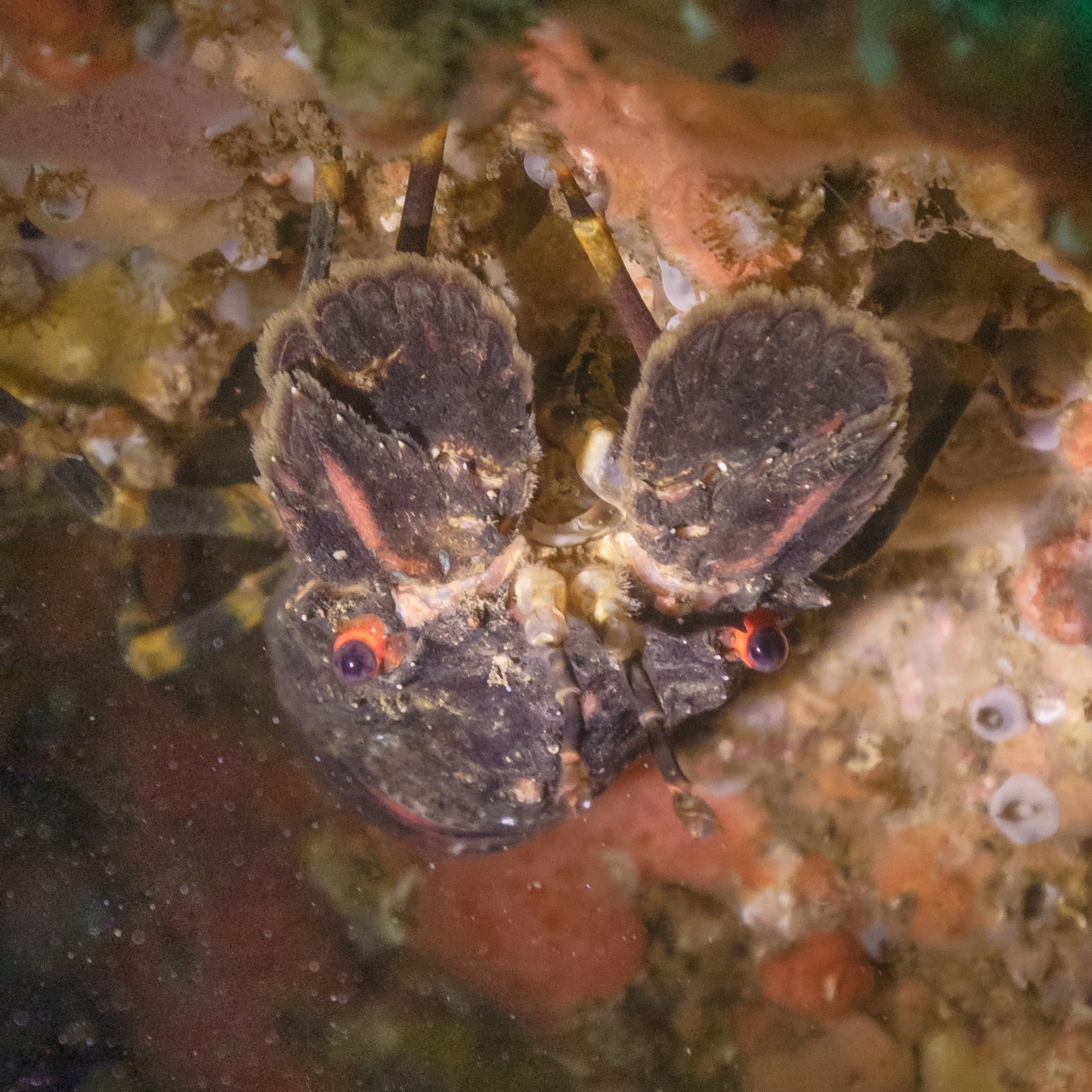
Primer plano.
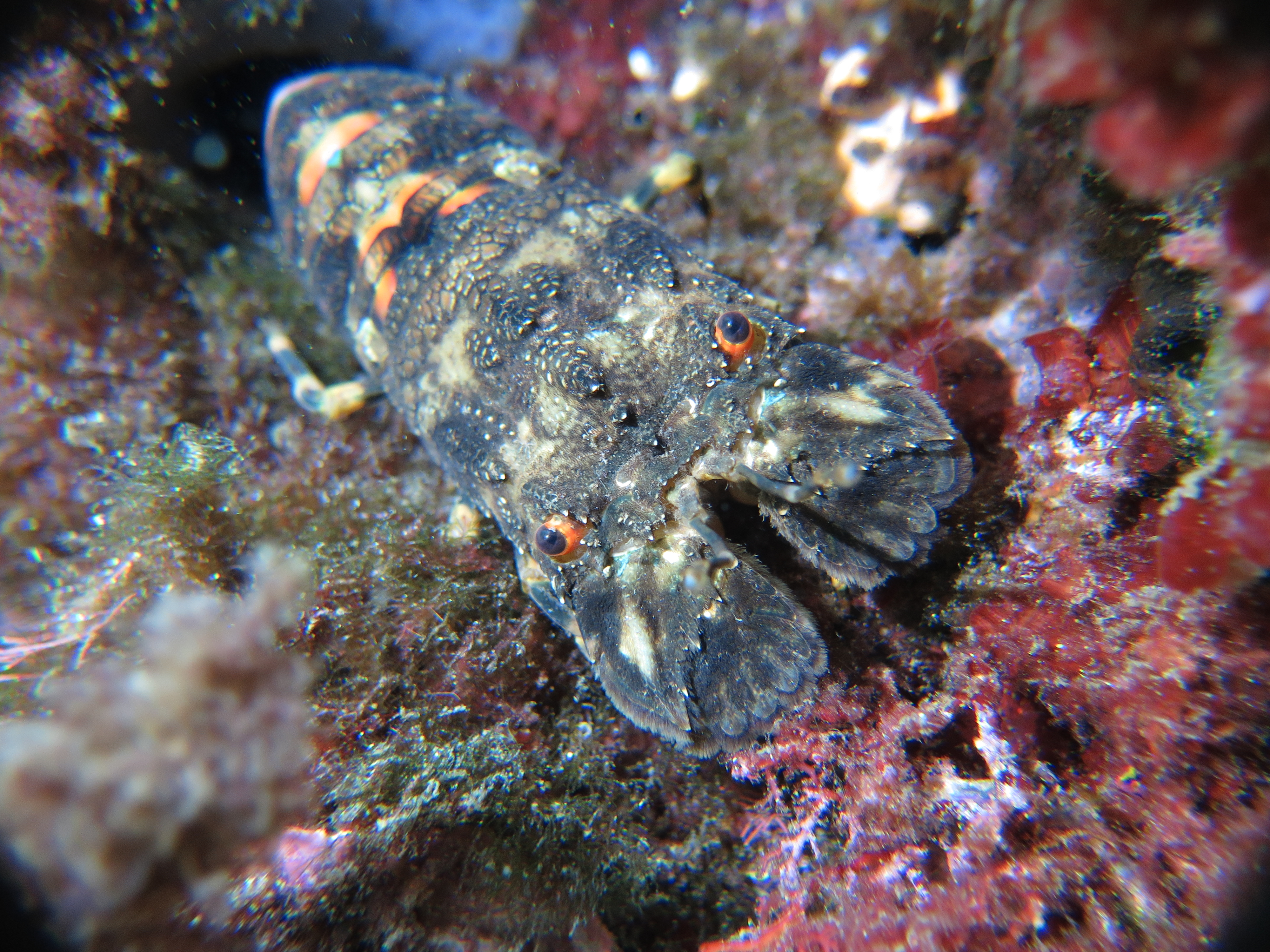
Ejemplar de la costa de Var (Francia).
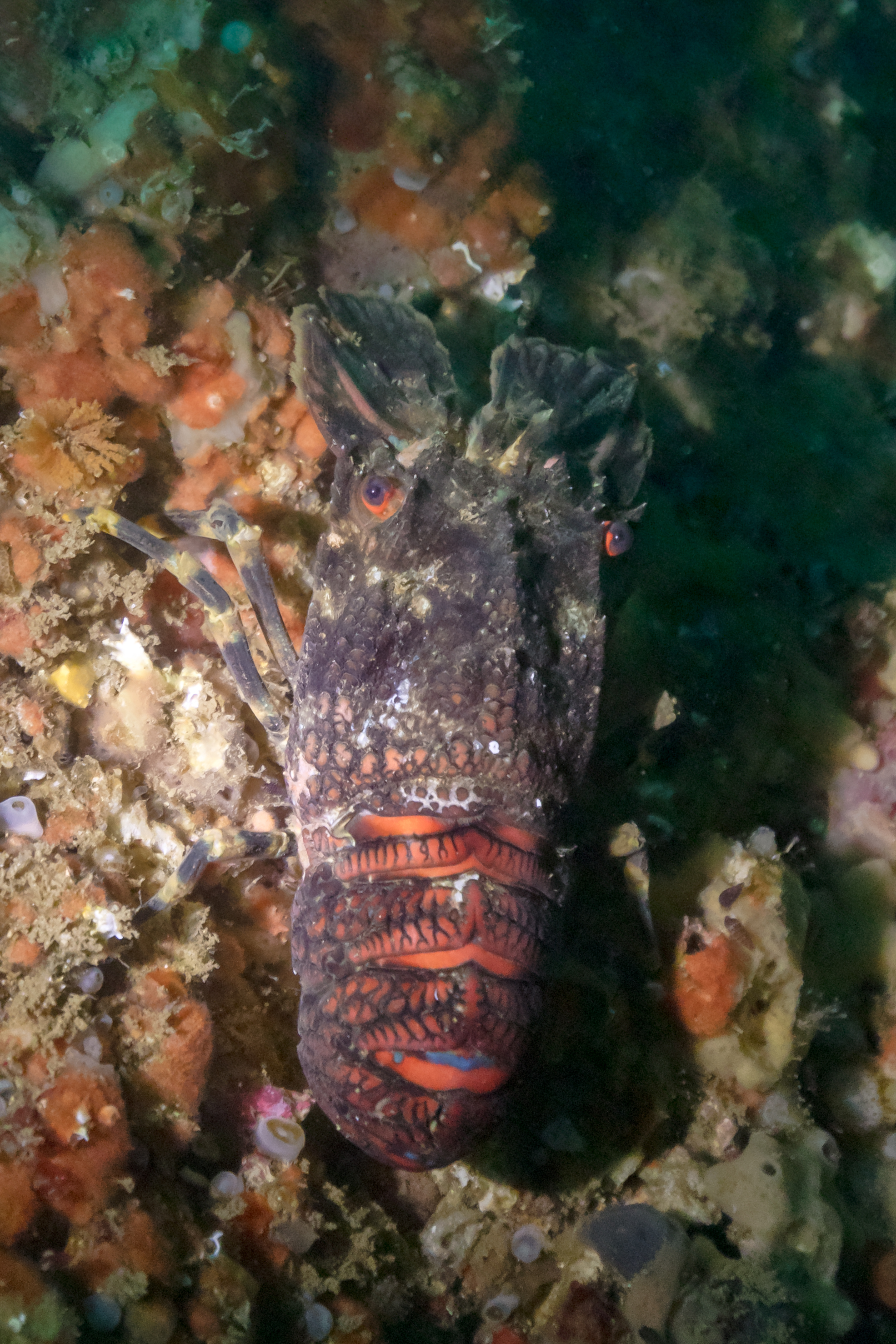
Santiaguiño en las costas de Portugal.